# نليدا نصار
نيليدا نصّار هي مصمّمة لبنانيّة –أميركيّة وناقدة فنّية. أسّست «نصّار ديزاين» في عام 1986 وبدأت ممارسة عملها الخاص بها، وهي شركة استراتيجيّة مرئيّة تهدف إلى تعزيز الابتكار في التّصميم والتّعاون ذات التّخصّصات المتعدّدة والحوار المكثّف مع صناعات جرافيكيّة مختلفة. إنّ ممارسة هذا العمل يكمن في التّداخل بين اللّافتات المعماريّة وعمليّة التّوسيم والتّصميم الجرافيكي واستراتيجيّة التّواصل، وهي تتميّز بالابتكار في مشاريع معقّدة للغاية. 